# Bonifatiuskerk (Elden)
De Bonifatiuskerk is een protestantse kerk (PKN) in Elden. Elden is sinds 1966 als wijk opgenomen in de Gelderse hoofdstad Arnhem.
De huidige neoclassicitische en neogotische kerk is gebouwd in 1866 en ligt niet in de kern van Elden maar ten noorden ervan op een woerd tegen de Huissensedijk op een steenworp afstand van het Gelredome. Op dezelfde plaats stond eerder een oudere kruiskerk, gewijd aan de heilige Bonifatius. De onderste geledingen van de huidige toren zijn 13e-eeuws, de derde geleding is 15e-eeuws. De huidige kerk is een witgepleisterde eenbeukige zaalkerk met een kerkhof eromheen.
In de kerk zijn drie monumentale grafzerken uit 1643, 1623 en 1657. De preekstoel en het doopbekken zijn waarschijnlijk ouder dan de huidige kerk. De kerk heeft een eenklaviers orgel dat in 1916 is vervaardigd door de firma Maarschalkerweerd & Zoon. Het orgel staat op een balkon.
Voor de kerktoren ligt de grafkelder van de familie Van Voorst tot Voorst, ooit eigenaren van Park Westerveld en Huize Oosterveld. Deze grafkelder en een grafmonument uit 1834 aan de zuidzijde van de kerk zijn gemeentelijk monument.
De Bonifatiuskerk wordt gebruikt op zon- en feestdagen voor kerkdiensten van de Hervormde Wijkgemeente 'De Rank'. Deze gemeente rekent zich tot de stroming van de Gereformeerde Bond.

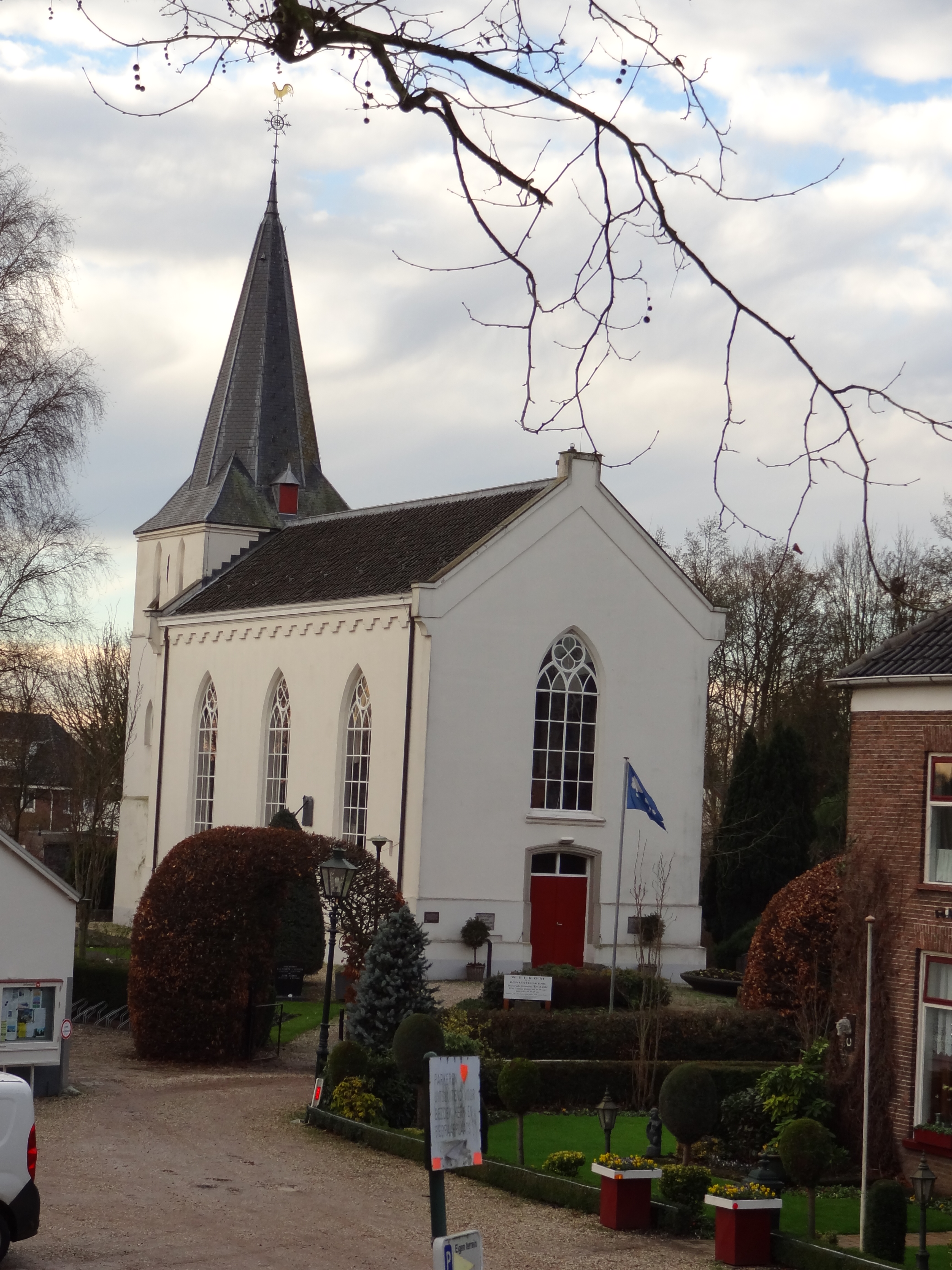
De kerk vanaf de oostzijde (2012)
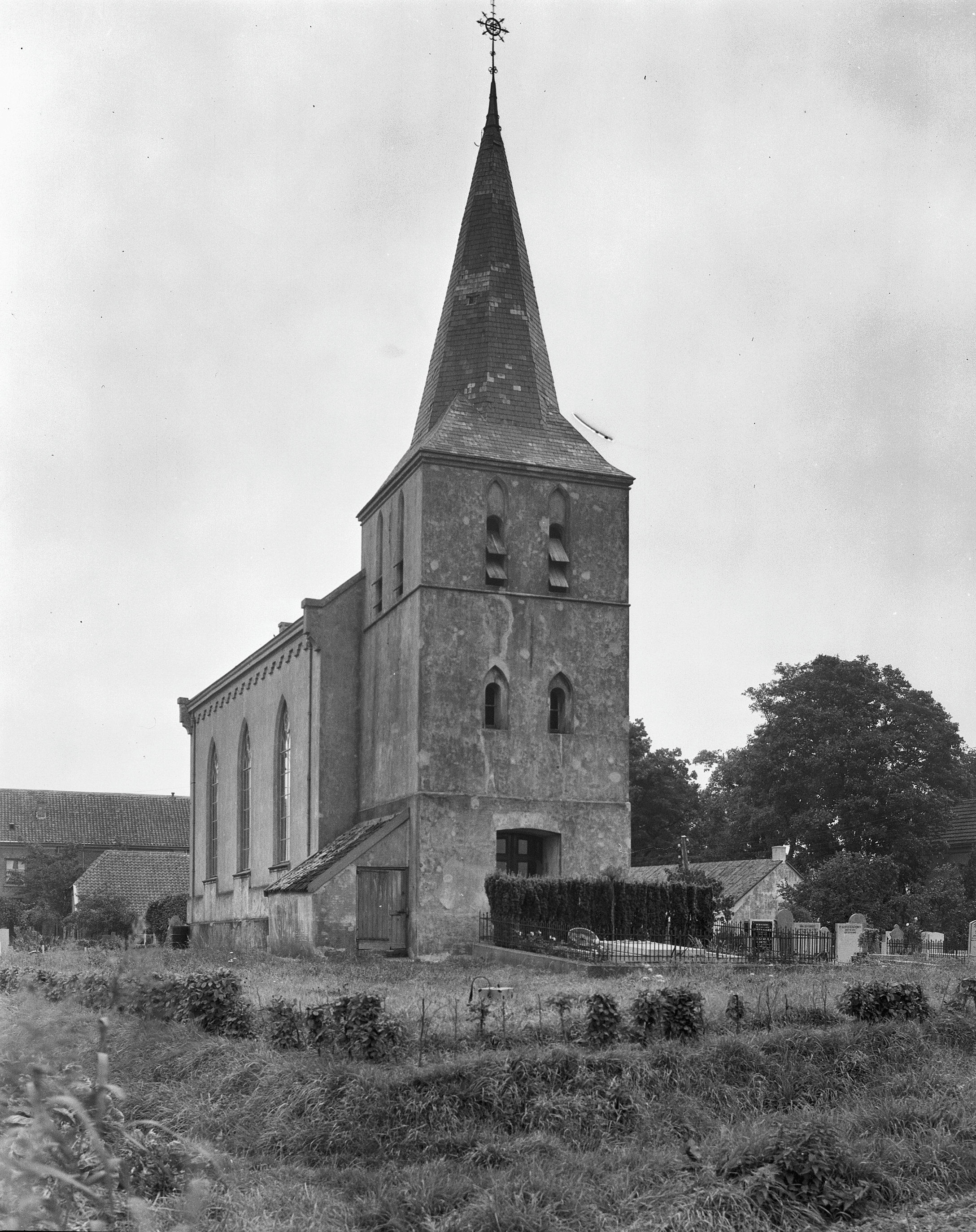
De toren van de kerk (1949)
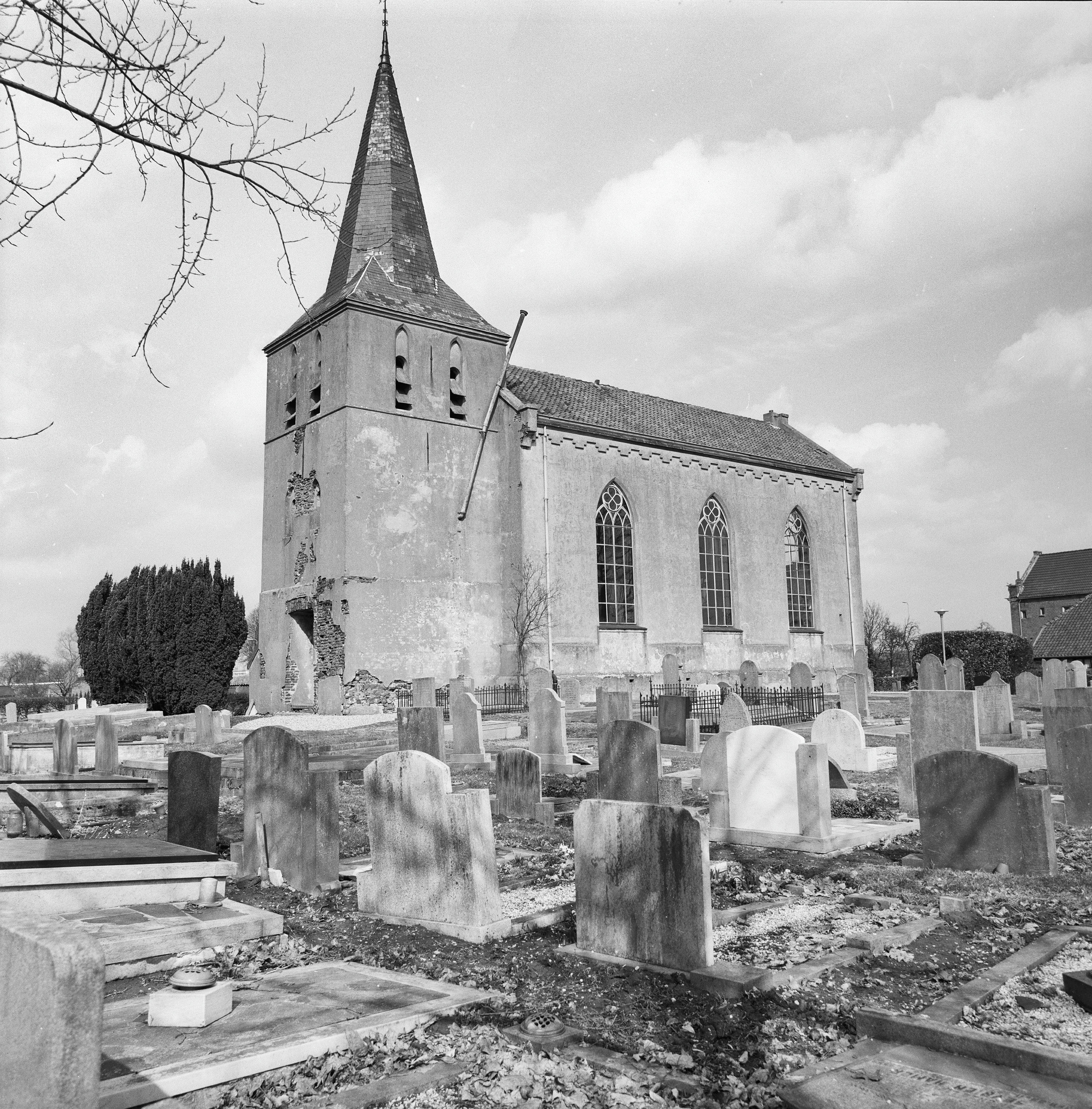
Kerkhof gezien vanaf de zuidzijde (1979)
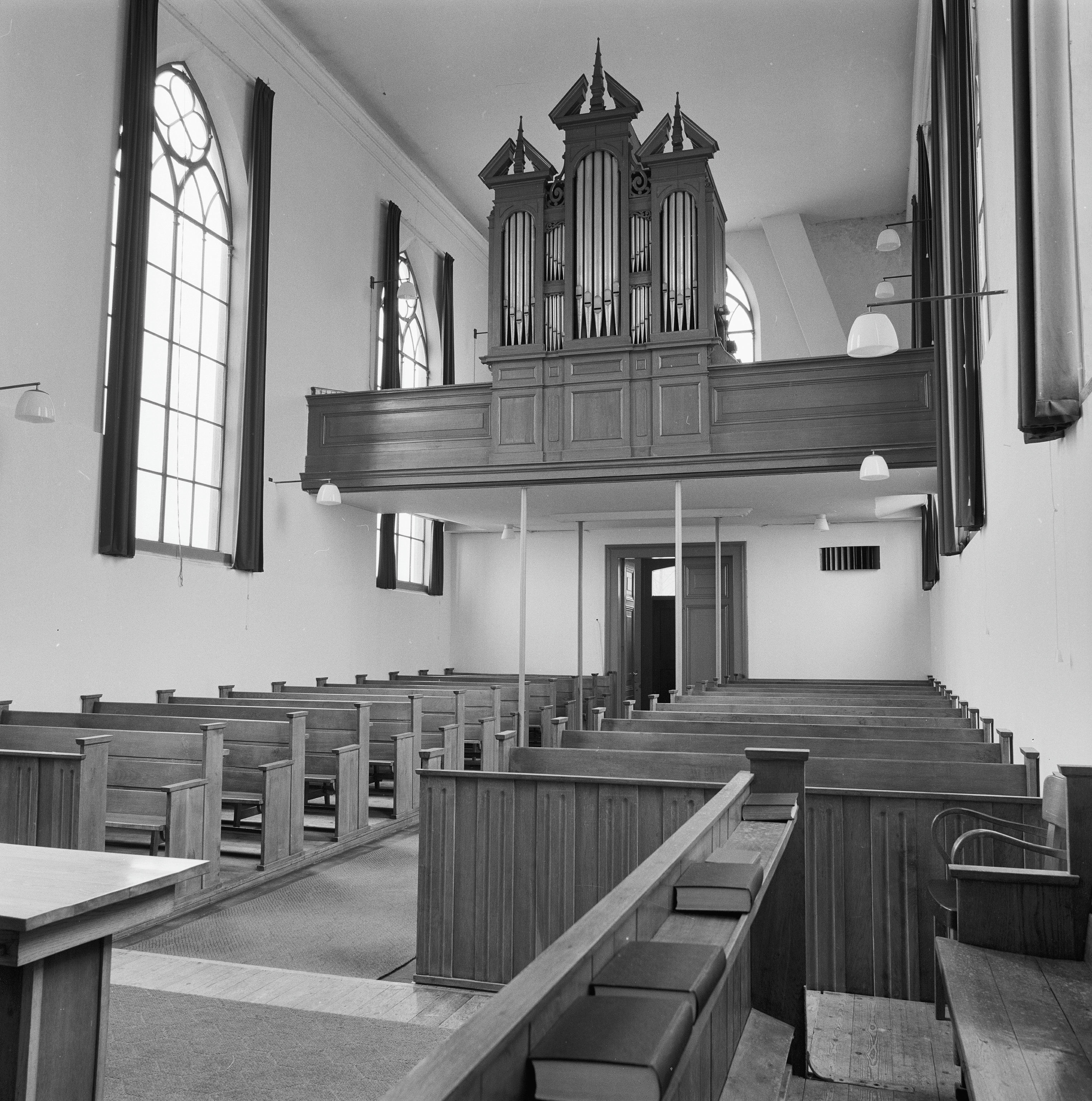
Interieur richting het orgel (1979)
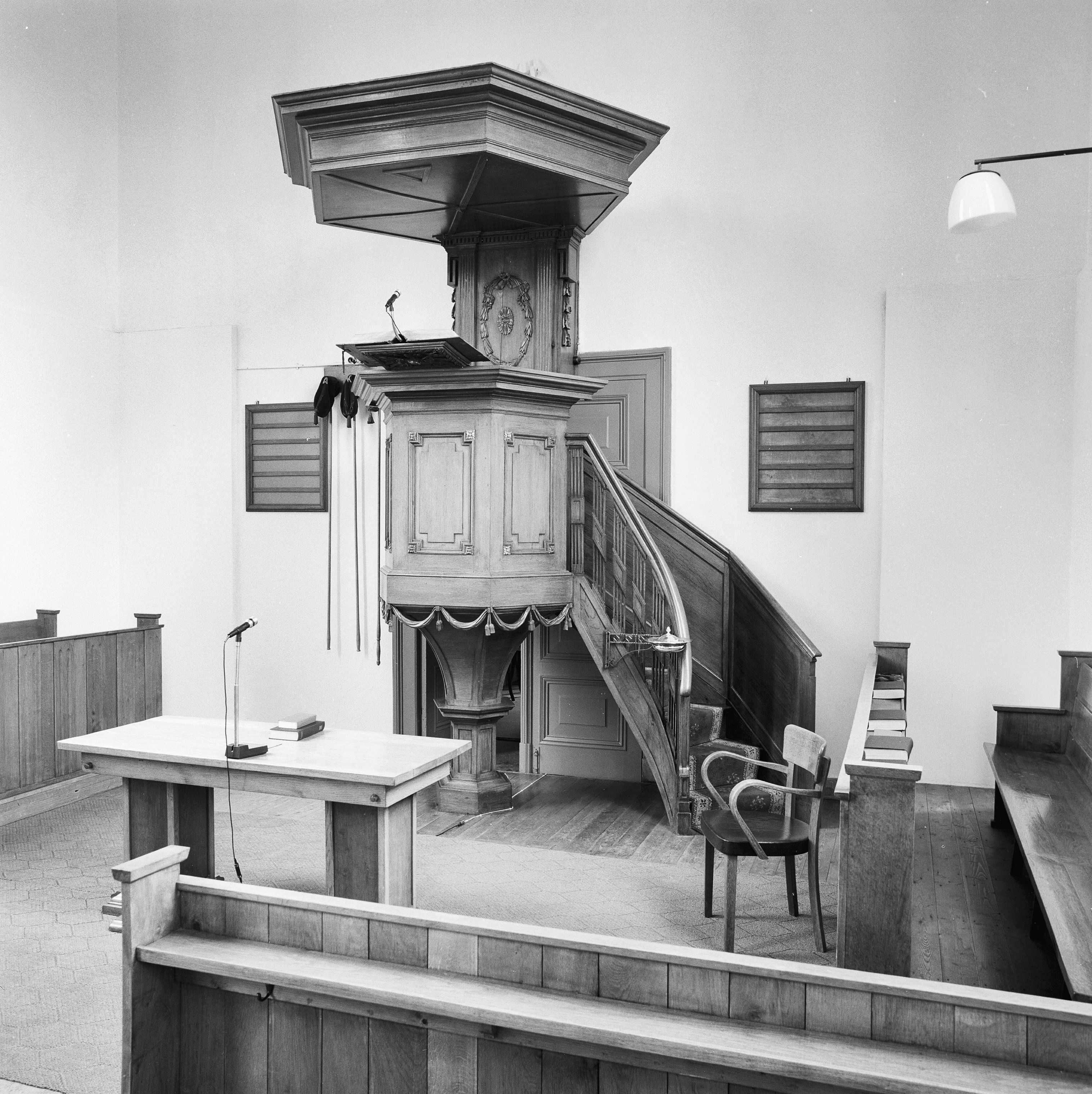
Preekstoel (1979)